# Masters de Cincinnati 2013
El Western & Southern Open 2013 es un torneo de tenis que pertenece tanto a la ATP en la categoría de ATP World Tour Masters 1000 como a la WTA en la categoría Premier 5. Se disputa del 12 al 19 de agosto de 2013 en Cincinnati, Estados Unidos sobre canchas duras, el cual pertenece a un conjunto de torneos que forman al US Open Series 2013.

## Puntos

### Distribución de puntos
| Etapa                          | Individual masculino | Dobles masculino | Individual femenino | Dobles femenino |
| ------------------------------ | -------------------- | ---------------- | ------------------- | --------------- |
| Campeón                        | 1000                 | 1000             | 900                 | 900             |
| Finalista                      | 600                  | 600              | 620                 | 620             |
| Semifinales                    | 360                  | 360              | 395                 | 395             |
| Cuartos de final               | 180                  | 180              | 225                 | 225             |
| Tercera ronda                  | 90                   | 90               | 125                 | 125             |
| Segunda ronda                  | 45                   | 10               | 70                  | 1               |
| Primera ronda                  | 10                   | –                | 1                   | –               |
| Clasificados                   | 25                   | –                | 30                  | –               |
| Ronda final de clasificación   | 14                   | –                | 12                  | –               |
| Primera ronda de clasificación | -                    | –                | 1                   | –               |

## Cabezas de serie
Los cabezas de serie estuvieron basados en el ranking del 5 de agosto de 2013:

### Individual Masculino
| Tenista               | Ranking | Preclasificado |
| Novak Djokovic        | 1       | 1              |
| Andy Murray           | 2       | 2              |
| David Ferrer          | 3       | 3              |
| Rafael Nadal          | 4       | 4              |
| Roger Federer         | 5       | 5              |
| Tomáš Berdych         | 6       | 6              |
| Juan Martín Del Potro | 7       | 7              |
| Richard Gasquet       | 9       | 8              |
| Stanislas Wawrinka    | 10      | 9              |
| Kei Nishikori         | 11      | 10             |
| Tommy Haas            | 12      | 11             |
| Milos Raonic          | 13      | 12             |
| Nicolás Almagro       | 14      | 13             |
| Fabio Fognini         | 16      | 14             |
| Gilles Simon          | 17      | 15             |
| Jerzy Janowicz        | 18      | 16             |

### Dobles masculino
| Tenista                                | Ranking | Preclasificada |
| Bob Bryan Mike Bryan                   | 2       | 1              |
| Marcel Granollers Marc López           | 9       | 2              |
| Alexander Peya Bruno Soares            | 14      | 3              |
| Leander Paes Radek Štepánek            | 19      | 4              |
| Aisam-ul-Haq Qureshi Jean-Julien Rojer | 27      | 5              |
| Robert Lindstedt Daniel Nestor         | 29      | 6              |
| Julien Benneteau Nenad Zimonjić        | 31      | 7              |
| Rohan Bopanna Édouard Roger-Vasselin   | 33      | 8              |

### Individual Femenino
| Tenista             | Ranking | Preclasificada |
| Serena Williams     | 1       | 1              |
| Victoria Azarenka   | 2       | 2              |
| María Sharápova     | 3       | 3              |
| Agnieszka Radwańska | 4       | 4              |
| Na Li               | 5       | 5              |
| Sara Errani         | 6       | 6              |
| Petra Kvitová       | 7       | 7              |
| Marion Bartoli      | 8       | 8              |
| Angelique Kerber    | 9       | 9              |
| Caroline Wozniacki  | 10      | 10             |
| Samantha Stosur     | 11      | 11             |
| Roberta Vinci       | 12      | 12             |
| Kirsten Flipkens    | 13      | 13             |
| Jelena Janković     | 14      | 14             |
| Ana Ivanovic        | 15      | 15             |
| Maria Kirilenko     | 16      | 16             |

### Dobles femenino
| Tenista                            | Ranking | Preclasificada |
| Sara Errani Roberta Vinci          | 1       | 1              |
| Yekaterina Makarova Yelena Vesnina | 10      | 2              |
| Peng Shuai Hsieh Su-wei            | 19      | 3              |
| Andrea Hlaváčková Lisa Raymond     | 24      | 4              |
| Raquel Kops-Jones Abigail Spears   | 24      | 5              |
| Anna-Lena Grönefeld Květa Peschke  | 27      | 6              |
| Chan Hao-ching Katarina Srebotnik  | 42      | 7              |
| Sania Mirza Jie Zheng              | 42      | 8              |

## Campeones

### Individual masculino
Rafael Nadal vence a  John Isner por 7-6(8), 7-6(3).

### Individual femenino
Victoria Azarenka vence a  Serena Williams por 2-6, 6-2, 7-6(6).

### Dobles masculino
Bob Bryan /  Mike Bryan vencen a  Marcel Granollers /  Marc López por 6-4, 4-6, [10-4].

### Dobles femenino
Su-Wei Hsieh /  Shuai Peng vencen a  Anna-Lena Grönefeld /  Květa Peschke por 2-6, 6-3, [12-10].